# Nadine Krähenbühl
Nadine Krähenbühl (* 28. Juli 1995) ist eine Schweizer Unihockeyspielerin. Sie steht beim Nationalliga-A-Vertreter Zug United unter Vertrag.

## Karriere

### Verein
Krähenbühl begann ihre Karriere beim UHC Linden. Da es ab der B-Altersklasse nicht mehr erlaubt ist, mit männlichen Spielern in einer Mannschaft zu spielen, wechselte sie zu den B-Juniorinnen des UH Lejon Zäziwil. Danach wechselte Krähenbühl zu den Burgdorf Wizards, bei denen sie bis 2012 in der U21-Mannschaft spielte. Nachdem sie bei den Wizards einiges an Spielpraxis sammeln konnte, wechselte sie in den Nachwuchs des UHV Skorpion Emmental. 2015/16 debütierte sie in der ersten Mannschaft der Nationalliga-A-Mannschaft. In ihrer ersten Saison erzielte sie in 30 Partien 25 Skorerpunkte. Vor den Playoffs der Saison 2017/18 gab der UHV Skorpion Emmental bekannt, dass Krähenbühl in der Saison 2018/19 weiterhin für den Verein auflaufen wird.
2020 wechselte Krähenbühl innerhalb des Kantons von den Skorps zu Unihockey Berner Oberland. 
Nach einer Saison schloss sich Krähenbühl Zug United an.

### Nationalmannschaft
Bei der Euro Floorball Tour 2018 in Nurmijärvi wurde Krähenbühl zum ersten Mal für die Schweizer A-Nationalmannschaft aufgeboten.